# Мёрфельт, Альбин
Крис-Альбин Александр Мёрфельт (швед. Chriss-Albin Alexander Mörfelt; род. 10 января 2000, Стокгольм, Швеция) — шведский футболист, полузащитник клуба «Варберг».

## Клубная карьера
Футболом начинал заниматься в «Броммапойкарне». В 9-летнем возрасте перебрался в школу другой столичной команды - АИК. В его составе в 2016 году стал победителем юношеского чемпионата Швеции. В апреле 2018 года на правах аренды перебрался в «Васалундс». В его составе полузащитник сыграл два матча в шведском Дивизионе 2 и забил один мяч.
Перед сезоном 2019 года Мёрфельт перешёл в «Хаммарбю», где выступал за молодёжную команду. Спустя полгода, 7 августа 2019 года подписал контракт с клубом «Фрей», выступавшем в Суперэттане. За новую команду дебютировал 21 августа в матче второго раунда кубка Швеции против «Сандвикена». Альбин появился на поле в стартовом составе и в конце первого тайма получил жёлтую карту, а в перерыве был заменён. По итогам сезона «Фрей» вылетел в Эттан. Мёрфельдт остался в команде и на будущий сезон стал игроком основного состава, приняв участие в 29 встречах, в которых сумел отличиться 10 раз.
17 ноября 2020 года подписал трёхлетнее соглашение с «Варбергом». Дебютировал в Аллсвенскане 11 апреля 2021 года в матче первого тура нового чемпионата. Мёрфельт вышел на игру с «Мьельбю» в стартовом составе и на 71-й минуте встречи был заменён на Виктора Карлссона. 12 мая забил свой первый гол в чемпионате Швеции, отличившись на 34-й минуте матча с «Хаммарбю».
30 июня 2021 года перебрался в Норвегию, подписав контракт с «Волеренгой». Срок соглашения рассчитан до конца 2025 года.

## Карьера в сборной
В 2016 году выступал за юношескую сборную Швеции на товарищеском турнире четырёх стран. Дебютировал за сборную 19 апреля в игре со сборной Дании.

## Клубная статистика
| Выступление      | Выступление      | Выступление      | Лига | Лига | Кубки | Кубки | Конт. кубки | Конт. кубки | Итого | Итого |
| Клуб             | Лига             | Сезон            | Игры | Голы | Игры  | Голы  | Игры        | Голы        | Игры  | Голы  |
| ---------------- | ---------------- | ---------------- | ---- | ---- | ----- | ----- | ----------- | ----------- | ----- | ----- |
| Васалундс        | Дивизион 2       | 2018             | 2    | 1    | 0     | 0     | 0           | 0           | 2     | 1     |
| Васалундс        | Итого            | Итого            | 2    | 1    | 0     | 0     | 0           | 0           | 2     | 1     |
| Фрей             | Суперэттан       | 2019             | 0    | 0    | 1     | 0     | 0           | 0           | 1     | 0     |
| Фрей             | Эттан            | 2020             | 29   | 10   | 0     | 0     | 0           | 0           | 29    | 10    |
| Фрей             | Итого            | Итого            | 29   | 10   | 1     | 0     | 0           | 0           | 30    | 10    |
| Варберг          | Аллсвенскан      | 2021             | 6    | 1    | 0     | 0     | 0           | 0           | 6     | 1     |
| Варберг          | Итого            | Итого            | 6    | 1    | 0     | 0     | 0           | 0           | 6     | 1     |
| Волеренга        | Элитсерия        | 2021             | 0    | 0    | 0     | 0     | 0           | 0           | 0     | 0     |
| Волеренга        | Итого            | Итого            | 0    | 0    | 0     | 0     | 0           | 0           | 0     | 0     |
| Всего за карьеру | Всего за карьеру | Всего за карьеру | 37   | 12   | 1     | 0     | 0           | 0           | 38    | 12    |